# Хадровци (Сански Мост)
Хадровци су насељено мјесто у општини Сански Мост, Босна и Херцеговина.

## Историја
Хадровци су до 1963. године били у саставу општине Љубија.

## Становништво
|             | 2013.      | 1991.       | 1981.       | 1971.        | 1961.        |
| Укупно      | 0 (0,000%) | 38 (100,0%) | 89 (100,0%) | 139 (100,0%) | 169 (100,0%) |
| Срби        | –          | 38 (100,0%) | 87 (97,75%) | 139 (100,0%) | 169 (100,0%) |
| Југословени | –          | –           | 2 (2,247%)  | –            | –            |